# Katherine Lathrop
Katherine Austin Lathrop (16. června 1915 Lawton, Oklahoma, USA – 10. března 2005 Las Cruces, Nové Mexiko) byla americká biochemička, výzkumnice v oboru nukleární medicíny a členka projektu Manhattan.
Lathrop byla průkopnicí v oblasti účinků radiačního záření na zvířata a lidi.

## Časná kariera
Lathrop se narodila 16. června 1915 v Lawtonu v Oklahomě. Studovala v Oklahomě, kde získala bakalářský titul v oboru domácí ekonomika a chemie. S manželem Clarencem Lathropem se seznámila, když oba studovali chemii v magisterském studiu. Vzali se v roce 1938 a měli pět dětí.
Po dokončení magisterského studia v roce 1939 se pár nejprve přestěhoval do Nového Mexika a poté v roce 1941 do Wyomingu. Lathrop se stala odbornou asistentkou na univerzitě ve Wyomingu, kde se zaměřila na výzkum jedovatých rostlin. V roce 1944 se Lathrop s rodinou přestěhovala do Chicaga, kde manžel Clarence studoval medicínu na Northwestern University. Pár se rozvedl v roce 1976.

## Zapojení do projektu Manhattan
Když Lathrop slyšela od přítele svého manžela, že tajný projekt na Chicagské univerzitě najímá nové vědce, přihlásila se a byla přijata do Biologického oddělení metalurgické laboratoře. Lathrop se dříve vyhýbala práci s pokusnými zvířaty, ale nyní zkoumala příjem, zadržování, distribuci a vylučování radioaktivních materiálů u zvířat. Úkolem vědkyně v projektu bylo testovat biologické účinky záření na zvířatech. V letech 1945 až 1946 pracovala na utajeném projektu Manhattan, zaměřeném na vývoj atomové bomby.

## Další projekty
V roce 1947, poté, co byl projekt Manhattan ukončen, pracovala Lathrop v laboratoři jako biochemička. Laboratoř se přejmenovala na Argonne National Laboratory. V roce 1954 Lathrop kvůli vyčerpávajícímu dojíždění laboratoř opustila, aby se mohla věnovat kariéře v Argonne Cancer Research Hospital. Tato nemocnice, která byla otevřena v roce 1953 v kampusu Chicagské univerzity, byla mnohem blíže jejímu domovu.
Lathrop pracovala jako vědecká pracovnice pro US Atomic Energy Commission (Americká komise pro atomovou energii). Cílem této komise bylo najít způsoby, jak využít radiaci k diagnostice a léčbě rakoviny. Její průlomová práce ohledně využití gama kamery ke skenování těla je metoda, která se používá dodnes.
Svou poslední práci vydala Lathrop v roce 1999 a poté v roce 2000 odešla do důchodu.

## Osobní život
Kromě své výzkumné a pedagogické kariéry se Lathrop angažovala v národních společnostech. V roce 1966 pomohla založit v rámci SNM (Society of Nuclear Medicine) výbor Medical Internal Radiation Dose Committee. Byla také první, kdo učil zásady radiační bezpečnosti při práci s radioaktivním materiálem. Po částečném odchodu do důchodu se zabývala genealogií.
Lathrop odešla do důchodu v roce 2000 kvůli opakované mozkové mrtvici.
Lathrop měla pět dětí a v době své smrti měla 10 vnoučat.
Zemřela v Las Cruces v Novém Mexiku 10. března 2005 ve věku 89 let na komplikace způsobené demencí.